# Baynes Island
Baynes Island är en ö i Australien. Den ligger i delstaten Tasmanien, i den sydöstra delen av landet, omkring 240 kilometer norr om delstatshuvudstaden Hobart.
Runt Baynes Island är det mycket glesbefolkat, med 2 invånare per kvadratkilometer. Genomsnittlig årsnederbörd är 847 millimeter. Den regnigaste månaden är augusti, med i genomsnitt 104 mm nederbörd, och den torraste är januari, med 26 mm nederbörd.